# سفارة البرازيل في إندونيسيا
سفارة البرازيل في إندونيسيا هي أرفع تمثيل دبلوماسي لدولة البرازيل لدى إندونيسيا. تقع السفارة في جاكرتا وهي تهدف لتعزيز المصالح البرازيلية في إندونيسيا.

## وصلات خارجية
- قائمة سفارات البرازيل
- قائمة السفارات في إندونيسيا